# Didier de Sainte-Jalle
Didier de Tholon Sainte-Jalle ou Didier de Sainte-Jaille est le 46e grand maître des Hospitaliers de l'ordre de Saint-Jean de Jérusalem.

## Sources bibliographiques
- Bertrand Galimard Flavigny (2006) Histoire de l'ordre de Malte, Perrin, Paris